# 巴尔多梅罗·埃斯帕特罗
华金·巴尔多梅罗·费尔南德斯-埃斯帕特罗·阿尔瓦雷斯·德·托罗 GR KOGF OCIII OIC RMOSH RCSF KOTS（西班牙語：Joaquín Baldomero Fernández-Espartero y Álvarez de Toro，1793年2月27日—1879年1月8日），第一代贝尔加拉亲王、第一代德维多利亚公爵、第一代莫雷利亚公爵、第一代卢查纳伯爵、第一代班德拉斯子爵（Príncipe de Vergara, Duque de la Victoria, Duque de Morella, Conde de Luchana y Vizconde de Banderas），简称巴尔多梅罗·埃斯帕特罗（Baldomero Espartero），西班牙军人、政治家，曾三次出任西班牙首相（1837，1840—1841，1854—1856），并于1840年至1843年担任西班牙摄政，19世纪上半叶西班牙激进自由主义派别的代表人物。

## 生平
埃斯帕特罗于1793年出生于雷阿爾城，父亲安东尼奥是一名车夫。埃斯帕特罗曾于15岁参军抵抗拿破仑入侵，于1811年成为一名工兵中尉。1815年被派往南美洲，参与镇压西属殖民地起事，1824年于阿亚库乔战役中战败，翌年回国。1833年，西班牙国王费尔南多七世逝世，因无男嗣而改由长女伊莎贝拉即位称二世，斐迪南之弟卡洛斯王子觊觎王位，同伊莎贝拉对抗，发动卡洛斯战争。埃斯帕特罗效忠伊莎贝拉二世，指挥军队获得多场关键战役的胜利，1836年荣升为总司令。1839年，卡洛斯余党基本瓦解，埃斯帕特罗因战功显赫，并促成贝尔加拉公约、劝降卡洛斯余党，而被伊莎贝拉二世女王封为德维多利亚公爵和莫雷利亚公爵，成为居于贵族顶阶的格伦代（Grande），同时获得绰号“西班牙媾和者”（El pacificador de España）。
埃斯帕特罗于1836年进入政界，为自由主义激进派别的进步党成员。卡洛斯战争期间，埃斯帕特罗便已开始干涉马德里政治，两次左右内阁改组，并在内阁中安置密友，1837年曾短暂被提名担任首相。1840年，激进派借由政变推翻温和派政府，摄政玛丽亚·克里斯蒂娜出走，埃斯帕特罗出任首相，并被议会推举为摄政。埃斯帕特罗实施独裁统治，于1841年挫败国内共和派叛乱，随后对阴谋者大加清算，将一些卡洛斯战争时期的战争英雄（如迭戈·德·莱昂）处决，引发不满。此外，他亦决定收回教会领地、废除什一税，而严重损害了保守派的利益。1843年，拉蒙·马里亚·纳瓦埃斯发动叛乱，要求伊莎贝拉女王亲政，成功推翻了埃斯帕特罗政权，温和派重掌政权。埃斯帕特罗流亡英国，至1848年获王室特赦回国。
1854年，激进派的进步党再次掌权，埃斯帕特罗第三度出任首相，但其激进改革大多被温和派阻挠。1856年，温和派将军莱奥波尔多·奥唐奈发动政变夺权。1858年埃斯帕特罗宣布引退。1868年西班牙光荣革命，伊莎贝拉二世女王遭废黜，议会曾邀请埃斯帕特罗复出担任临时统治者，被他婉言拒绝。1870年，新加冕的西班牙萨伏伊王朝国王阿玛迪奥一世封他为贝尔加拉亲王，令他和另一位前首相曼努埃尔·戈多伊成为西班牙历史上仅有的两位拥有亲王头衔的非王储人士。1879年，埃斯帕特罗在洛格罗尼奥逝世。

## 流行文化
- 小佩德罗·阿门达里斯（Pedro Armendáriz Jr.）曾在1997年美国电影中饰演埃斯帕特罗将军。